# Грб Невесиња
Грб Невесиња је званични грб српске општине Невесиње. Нови грб је усвојен 28. децембра 2017. године.
Симбол општине је грб који је у складу са правилима српске хералдике.

## Опис грба
Грб општине користи се у три нивоа: као Мали, Средњи и Велики.
Велики грб општине: Средњи грб Невесиња окружен држачима, и то: десно пропети црвени лав златом војводски крунисан, плавих канџи, сребрних зуба и црвеног језика, а лијево пропети сребрни коњ црвеног језика и златне гриве и репа. Сваки држач подупире природни дрвени јарбол окован златом са кога се у поље вије квадратни стег Републике Српске опшивен златним ресама (десно), односно Невесиња (лијево). Стег Невесиња истоветне је садржине као штит основног грба. Постамент грба је крашки масив планине Вележ у природним бојама. Штит грба се налази изнад двије природне укрштене пушке из времена Невесињског устанка 1875, испод којих у средишту планине Вележ почива црвени отисак печата Светог Саве. Постамент је са доње стране подупрт црвеним каменом обзиданим бедемом града Вјенчаца са 7 мерлона, а преко бедема исписано је сребром „1219“.
Средњи грб општине: Мали грб надвишен златном бедемском круном без мерлона на чијем су
горњем ободу распоређена три хералдичка штита са грбовима: десно Санковића (на црвеном сребрна котва), у средини Косача (у црвеном три сребрне врпце) и лијево Павловићи (у црвеном златна тврђава отворене капије са три кренелисане куле, средња виша од бочних).
Мали грб општине: У плавом сребрни стуб, а преко свега сребрна греда, слободне ивице обе фигуре фимбриране црвено; у 1. и 4. кантону такве фигуре по једна сребрна гранчица храста са по једним жиром између два листа, односно у 2. и 3. кантону по један исти такав сноп жита од по три житна класа на заједничкој стабљици између два листа; преко свега, у центру црвени штит у коме је сребрни осврнути орао у полету.